# Konstanzer Konzilspreis

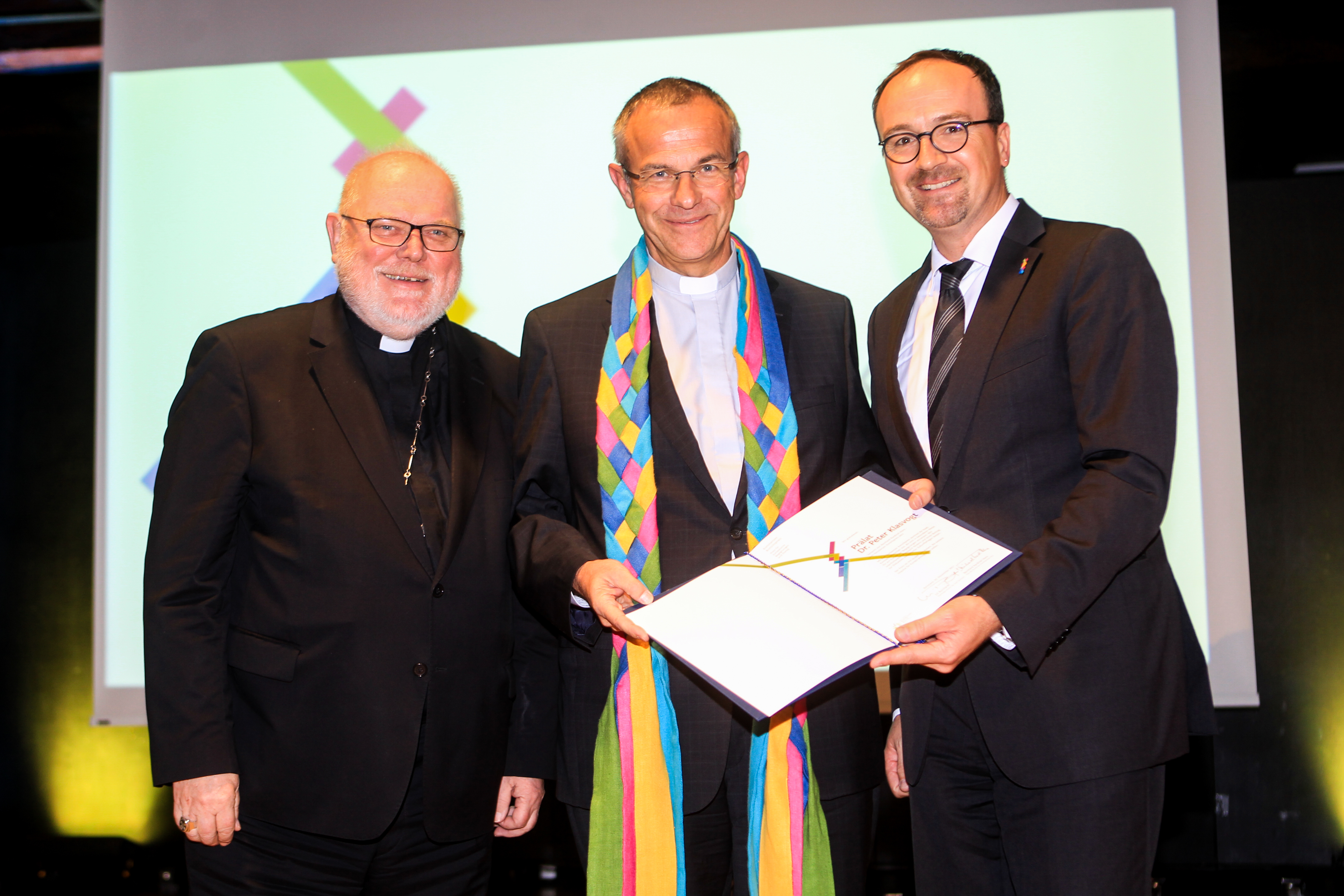
Reinhard Kardinal Marx, Prälat Peter Klasvogt und Oberbürgermeister Uli Burchardt bei der Verleihung des Konstanzer Konzilspreises 2017

Der Konstanzer Konzilspreis. Preis für europäische Begegnungen und Dialog wird in Konstanz alle zwei Jahre an Persönlichkeiten oder Initiativen vergeben, die sich in besonderer Weise für ein Europa der Begegnung einsetzen und einen Beitrag zum Dialog über Europa und seine Zukunft leisten. Der Konstanzer Konzilspreis wurde erstmals 2015 im Rahmen des Jubiläums 600 Jahre Konstanzer Konzil vergeben und ist mit 10.000 € dotiert. Ausgezeichnet wird vorrangig Engagement aus den Bereichen Zivilgesellschaft, Wissenschaft, Kunst und Kultur, Politik und Wirtschaft.
Das Datum der Preisverleihung liegt immer um den 5. November herum und erinnert so an den Beginn des Konstanzer Konzils am 5. November 1414. Die Idee des Konstanzer Konzilspreises ist, dass ein europaweit bekannter Pate einen bis dahin nur wenig bekannten Preisträger ernennt und diesem durch seine Prominenz zu mehr Aufmerksamkeit verhilft.

## Geschichte
Initiiert wurde der Konstanzer Konzilspreis 2014 im Rahmen der fünfjährigen Jubiläumsfeierlichkeiten anlässlich 600 Jahre Konstanzer Konzil durch die Stadt Konstanz. Konstanz war mit dem Konstanzer Konzil, dem größten Kongresses des Mittelalters und der internationalen Friedenskonferenz unmittelbar vor dem Ersten Weltkrieg immer wieder Ort der Diskussion und Entwicklung der europäischen Idee.
Zum Konstanzer Konzil kamen von 1414 bis 1418 Menschen aus ganz Europa in Konstanz zusammen, um dem Abendländischen Schisma, der Spaltung der Kirche, ein Ende zu bereiten. Kirche und Glauben waren die einzigen Institutionen jener Zeit, die grenzenlos Anerkennung in ganz Europa genossen. Ohne die heutige Idee eines geeinten Europas zu kennen, suchten die Kirchenmitglieder eine Einigung über Fürstentümer und Reichsgrenzen hinweg. Dazu beschritten sie den konziliaren Weg der Begegnung und des Dialogs. Mit dem heutigen Europa verbindet das Konstanzer Konzil die Idee, durch Begegnung und Verständigung Grenzen zu überwinden, den interkulturellen Austausch anzuregen und das Bewusstsein einer europäischen Gemeinsamkeit zu stärken.

## Verleihungsmodus
Jede Verleihung des Konstanzer Konzilspreises steht unter der Patenschaft einer mit Europa identifizierbaren Persönlichkeit. Die Ernennung des Paten  erfolgt durch das vom Kuratorium eingesetzte Auswahlgremium, das Concilium. Das Concilium sichtet die aus der Bürgerschaft eingegangenen Vorschläge und wählt daraus einen Paten aus.
Der Pate ist eine für ihr europäisches Engagement bekannte Person, die in der Öffentlichkeit präsent ist, sich der europäischen Geschichte verbunden fühlt und über weitreichende Bekanntheit verfügt. Der Pate wählt nach seiner Ernennung den Preisträger aus, verhilft ihm als „Türöffner“ zu medialer Aufmerksamkeit und hält die Laudatio bei der Preisverleihung.
Bei dem Preisträger handelt es sich um eine Persönlichkeit oder Initiative, die sich für den Austausch in Europa einsetzt und einen Beitrag zur Diskussion europäischer Zukunftsfragen leistet. Für gewöhnlich verfügt der Preisträger bisher über nur geringe Bekanntheit, die durch den Preis maßgeblich gesteigert werden kann.

### Kuratorium
Das Kuratorium des Konstanzer Konzilspreises besteht  aus 35 Persönlichkeiten aus Politik, Medien, Wirtschaft, Wissenschaft, Kultur und Religion, die ehrenamtlich ihr Wissen und ihre Kontakte zugunsten des Konstanzer Konzilspreises einbringen, die Weiterentwicklung von Verfahren und Gremien vorantreiben und die Unabhängigkeit der Auszeichnung von der Tagespolitik gewährleisten.

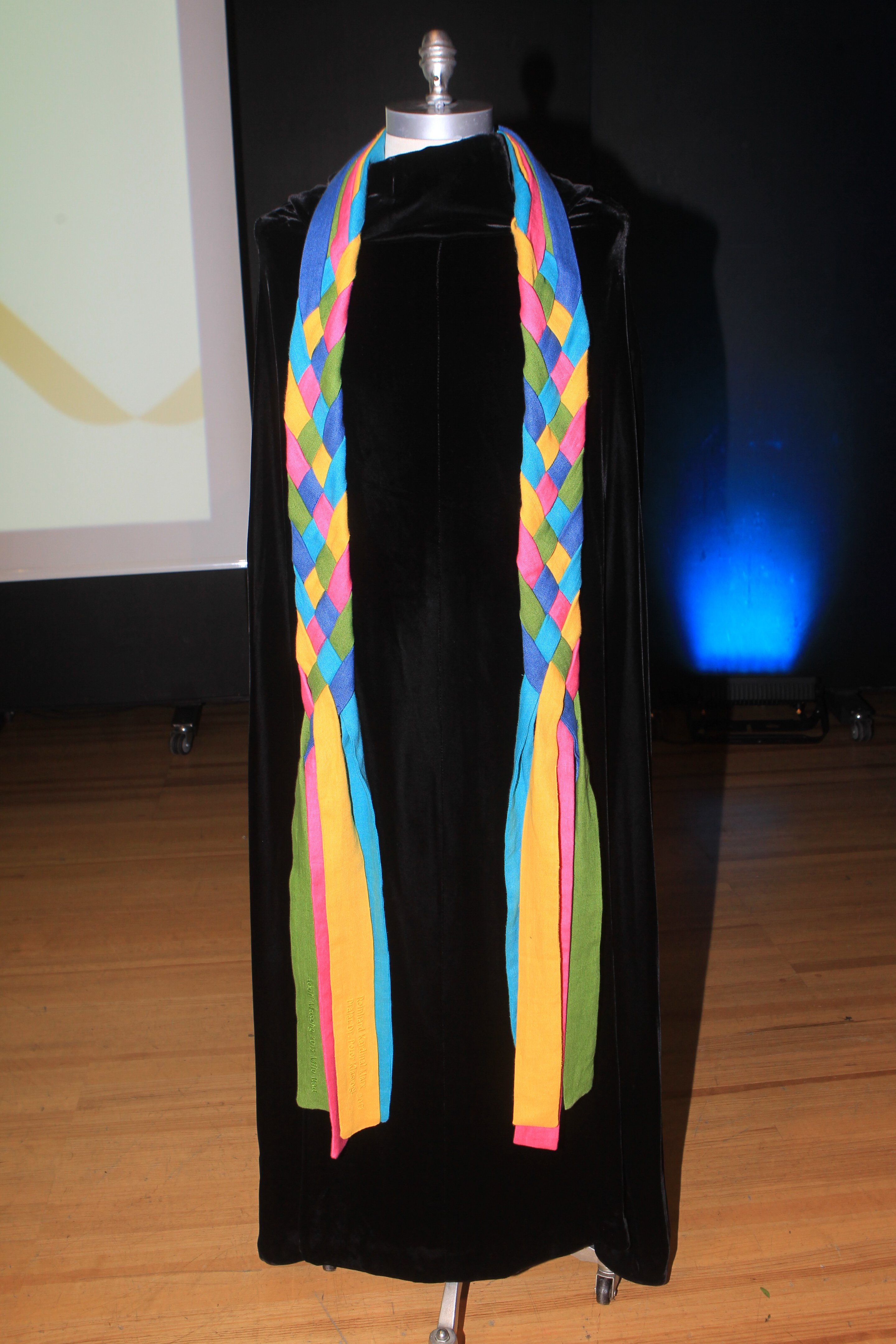
Schärpe des Konstanzer Konzilspreis

Mitglieder im Kuratorium sind (Stand Juni 2020):
- Werner Allgöwer
- Ruth Bader, Geschäftsführerin Bodenseeforum Konstanz
- Bettina Bernadotte, Geschäftsführerin Mainau GmbH
- Edgar Bohn, Vorstandsvorsitzender BGV Badische Versicherungen
- Thomas Martin Buck, Professor für Geschichte und ihre Didaktik, Pädagogische Hochschule Freiburg
- Uli Burchardt, Oberbürgermeister der Stadt Konstanz
- Jochen Cornelius-Bundschuh, Landesbischof der Evangelischen Kirche in Baden
- Antje von Dewitz, Geschäftsführerin Vaude
- Lisa Sophia Friedrich, Geschäftsführerin Kliniken Schmieder
- Peter Friedrich, Minister a. D. für Bundesrat, Europa und Internationale Angelegenheiten in Baden-Württemberg
- Evelyne Gebhardt, Mitglied des Europäischen Parlaments
- Ulrike Guérot, Professorin für Europapolitik und Demokratieforschung, Donau-Universität Krems
- Ernst Hebeker
- Dieter Jahn, Universitätsrat der Universität Konstanz
- Andreas Jung, Mitglied des Deutschen Bundestages
- Julia Klöckner, Bundesministerin für Ernährung und Landwirtschaft
- Hanns-Peter Knaebel, Vorstandsvorsitzender Röchling SE & Co. KG
- Monika Knill-Kradolfer, Regierungsrätin Kanton Thurgau
- Renate Köcher, Geschäftsführerin Institut für Demoskopie Allensbach
- Kerstin Krieglstein, Rektorin der Universität Konstanz
- Kristina Larischová, Generalkonsulin der Tschechischen Republik in München
- Klaus Mangold
- Carsten Manz, Präsident der Hochschule Konstanz Technik, Wirtschaft und Gestaltung
- Wolfgang Schäuble, Bundestagspräsident
- Peter Schneider, Präsident Sparkassenverband Baden-Württemberg
- Stefanie Schneider, SWR Landessenderdirektorin Baden-Württemberg
- Linn Selle
- Dorothea Weltecke, Professorin für Geschichte der Religionen, Historisches Seminar der Goethe-Universität Frankfurt
- Jossi Wieler, Regisseur
- Rainer Wiesner
- Bettina Würth, Vorsitzende des Beirats der Würth-Gruppe
- Tomáš Zima, Rektor der Karls-Universität Prag

### Concilium
Das Concilium ist das vom Kuratorium zur Ernennung des Paten eingesetzte Gremium. Es umfasst 13 Mitglieder und setzt sich zusammen aus sechs Vertretern des Kuratoriums, drei Vertretern des Konstanzer Konzilsvereins, zwei Vertretern des Konstanzer Gemeinderates, einem Vertreter der Konstanzer Studierenden, der jeweils für zwei Jahre von der Studierendenvertretung der Universität Konstanz oder vom ASTA der HTWG Konstanz entsendet wird sowie dem Oberbürgermeister der Stadt Konstanz als geborenem Mitglied.
Das Concilium setzt sich für die Dauer von vier Jahren zusammen, beginnend in Jahren mit gerader Jahreszahl.

## Liste der Paten und Preisträger
| Jahr      | Pate                   | Preisträger           |
| --------- | ---------------------- | --------------------- |
| 2015      | Adolf Muschg           | Milo Rau              |
| 2017      | Reinhard Kardinal Marx | Prälat Peter Klasvogt |
| 2019      | Herman Van Rompuy      | Mohamed El Bachiri    |
| 2021/2022 | Nicola Sturgeon        | Sigrid Rieuwerts      |

## Gestaltung
Im Rahmen der Preisverleihung bekommt der Preisträger eine aus fünf bunten Bändern geflochtene Schärpe überreicht. Für jede Verleihung werden die Namen von Pate und Preisträger eingestickt, sodass die Schärpe mit der Zeit zu einem Zeugnis für europäisches Engagement und für die Geschichte des Konstanzer Konzilspreis wird. Die Schärpe ist ein Unikat, das in Konstanz bleibt. Entworfen wurde sie im Rahmen eines Wettbewerbs von Michael Huynh.